# Cephalophanes refulgens
Cephalophanes refulgens is een eenoogkreeftjessoort uit de familie van de Phaennidae. De wetenschappelijke naam van de soort werd in 1907 voor het eerst geldig gepubliceerd door Georg Ossian Sars.